# بريندون سانتالاب
بريندون سانتالاب (بالإنجليزية: Brendon Šantalab) مواليد 9 سبتمبر 1982 في ولونغونغ، نيوساوث ويلز، أستراليا، هو لاعب كرة قدم أسترالي يلعب مع نادي وسترن سيدني واندررز لكرة القدم كمهاجم.

## المسيرة الاحترافية

### أندية لعب لها
- نادي سيدني يونايتد 58
- سيدني إف سي

## وصلات خارجية
- الموقع الرسمي